# Ichneumon conciliator
Ichneumon conciliator är en stekelart som beskrevs av Rossi 1790. Ichneumon conciliator ingår i släktet Ichneumon och familjen brokparasitsteklar. Inga underarter finns listade i Catalogue of Life.